# WFK.1
WFK.1 è il primo EP del rapper italiano Fasma, pubblicato il 5 luglio 2018.

## Tracce
Testi di Tiberio Fazioli, musiche di Luigi Zammarano.
1. Marylin M. – 2:00
2. M. Manson – 2:02
3. Lady D. – 1:58
4. Monnalisa (feat. Barak Da Baby) – 1:56